# Domingo de Guzmán María de Alboraya
Agustín Hurtado Soler (Alboraia, 28 d'agost de 1872 - Madrid, 15 d'agost de 1936), fou un sacerdot i escriptor valencià. Amb el nom de Domingo de Alboraya va firmar la majoria de les seues obres musicals i com a pedagog va dirigir l'Escola de Reforma de Santa Rita a Madrid (1905-1908).
Fill de Vicent i Antònia, el 1889 va ingressar a l'institut i va ser ordenat sacerdot en 1890. Va alternar els estudis eclesiàstics i literaris amb l'harmonia i composició. Va ser un compositor, orador i animador de la vida fraterna. Va escriure obres com: Ortografía rimada de la Lengua Española, La historia del monasterio de Yuste i La escuela de reforma de Santa Rita, situada en carabanchel bajo. Madrid Historia de la fundación. Reseña de los edificios locales. Su actual estado y constitución. Régimen y resultados obtenidos.
Va intervenir juntament amb Montero Ríos en la Llei de Tribunals Tutelars de Menors del 1918 i publicà l'Escola de Reforma de Santa Rita (1906, sota el pseudònim d'Aya-Robla), també Los reformatorios para jóvenes i las colonias de beneficencia en el extranjero (1910). Com a historiador publicà, al 1906, el seu llibre Historia del monasterio de Yuste el qual fou destacat per Marcelino Menéndez Pelayo.
La seua obra musical, iniciada sota la direcció del mestre Úbeda -professor del Conservatori de València-, és de caràcter eminentment religiós. En una ocasió, la capella de música del Palau Reial de Madrid estrenà una de les seues misses.
Va viatjar a Madrid per anar-hi a l'escola de Reforma de Santa Rita (Madrid) però a l'esclat de la guerra civil, es va haver d'amagar a casa d'un conegut advocat encara que hi va ser empresonat i assassinat al "parque del retiro" el 15 d'agost del 1936. Anys més tard, el papa Joan Pau II, l'11 de març de 2001, va beatificar les víctimes de la guerra civil espanyola.

## Obres[3]

### Música escènica
- El nacimiento, Zarz, 1 act, A. Osete
- La leyenda rota, Zarz, 1 act, 1915

### Música per cor i acompanyament
- Himno al Patriarca S. José, H, Co, vna, vc, cb, org, 1925
- Salve, sancte Pater, Mot, 3V, vns, vc, cb, org, 1895

### Altres
- Adelante equipo de la Colonia, Can, V, p
- Ave Virgo, Mot, 3V, org, 1895
- Camino de Belén, Vill, V, org
- Dolores de la Virgen, V, org
- Dolores y gozos al Patriarca San José, 3V, org, 1913
- El canto de los pajarillos, Can, V, org, 1928
- Estación al Santisismo, Mot, 3V org
- Himno a San Antonio de Padua, H, Co, sol, org
- Himno a San Francisco, H, Co, sol, org
- Himno del Grupo Alpino Gorbea Mendi, H, Co, 2V, org
- Iesu doloris victima, Mot, V, org
- Iesu qui ut agnus, Mot, 3V, Co, org
- La estrella del mar, 3V
- Letanía a la Santísima Virgen, 2V, Co, org, 1933
- Letanía litúrgica al Patriarca San José, 3V, Co, org, 1928
- Madre llena de dolor, 3V, org
- Misa de San José, 3V, org, 1909
- O gloriosa Virginum, Mot, 3V, org
- O sacrum convivium, Mot, V, org
- Oh cándida aurora, 3V, org
- Por tu culto, 2V, org
- Promesas de Nuestro Señor Jesucristo, 2V, Co, org
- Recordare Virgo, Mot, 3V, org
- Resuene en la tierra, 2V, org
- Salve Regina, 3V, Co, org, 1895
- Santo Dios, 4V, org
- Trisagio Pastoril, 3V, org
- Trisagios al Santísimo Sacramento, 4V, org
- Venid hoy con júbilo, 2V, org
- Verbum supernum, Mot, 3V, org
- Virgen que en trono, v, org